# 呢間學校有古怪
《呢間學校有古怪》（日文原名為，英文是Midnight Horror School）是2002年由富士電視台系25局（東名阪以外）等電視台播放的全CG動畫作品。原作、人物設計，由Milky Cartoon製作。2004年由東京MX電視台於關東地方播放，2005年由SUN電視台於近畿地方播放。香港有線電視兒童台在2008年9月8日至10月13日期間，逢星期一至五以一連兩集形式播放。

## 故事簡介
故事主要講述在一間已經荒廢很久的小學，演變成一間專教導學生怎樣製作不可思議的事物所發生的趣事。

## 登場人物
托奇
配音：草尾毅（日本）；陳廷軒（香港）
小奇
配音：大津田裕美（日本）；莎拉（香港）
妮迪
配音：川上倫子（日本）；吳梅（香港）
比拉蓮
配音：中山依里子（日本）；姜麗儀（香港）
史比蒙
配音：小櫻悅子（日本）；張雪儀（香港）
校長
配音：西村知道（日本）；盧傑群（香港）

## 主題歌
片頭曲
《Midnight Horror School》（第1至34集）
主唱：嘉陽愛子
《Happy Mystery》（第35至52集）
作詞：東美津子 ／ 作曲、編曲：佐藤秦将 ／ 主唱：川上倫子
片尾曲
（1話 - 34話）
作詞：イワタナオミ・若林彈 ／ 作曲・編曲：佐藤秦將 ／ 主唱：嘉陽愛子
（35話 - 52話）
作詞：イワタナオミ、若林彈 ／ 作曲・編曲：佐藤秦將 ／ 主唱：川上倫子

## 相關連結
- 官方網頁
- 電視動畫製作官方網站
- 電視動畫播放官方網站（页面存档备份，存于）